# Arthur Christopher Benson
Pour les articles homonymes, voir Benson.
Arthur Christopher Benson, souvent surnommé A. C. Benson (24 avril 1862 – 17 juin 1925), est un poète, essayiste et universitaire britannique. Il est fellow puis directeur du Magdalene College ainsi que de Gresham's School. Il est notamment connu pour l'hymne Land of Hope and Glory dont il a écrit les paroles.

## Biographie
Benson est l'un des six enfants d'Edward White Benson, archevêque de Canterbury, et le frère aîné d'Edward Frederic Benson et de Robert Hugh Benson. L'un de ses oncles (le frère de sa mère) était le philosophe Henry Sidgwick.
Arthur Christopher fait une bonne partie de ses études à Eton, puis au King's College (Cambridge).
Il laisse de nombreux livres, mais son œuvre la plus connue demeure le texte de l'hymne Land of Hope and Glory sur une musique d'Edward Elgar.
Membre de la Royal Society of Literature, il fonde en 1916 la Benson Medal pour récompenser des œuvres de fiction, de poésie, d'histoire ou de littérature générale.